# Ángel Serafín Seriche Dougan
Ángel Serafín Seriche Dougan (nascut en 1946) és un polític equatoguineà Primer Ministre de Guinea Equatorial des de l'1 d'abril de 1996 fins al 4 de març de 2001.
A començaments de 2000, el govern de Dougan va ser sotmès a greus crítiques per part de la majoria parlamentària en relació amb les acusacions de corrupció. Això va donar lloc al que es va descriure com a "crisi institucional", i Dougan va renunciar el 23 de febrer de 2001. El president Teodoro Obiang Nguema va nomenar Cándido Muatetema Rivas per succeir-lo el 26 de febrer.